# 查爾斯·史高西斯
盧西安諾·查爾斯·「查理」·史高西斯（英語：Luciano Charles "Charlie" Scorsese；1913年5月8日—1993年8月23日）是一名美國電影演員，以及電影導演馬田·史高西斯的父親。
史高西斯出生於紐約市，是Teresa和Francesco Scorsese的兒子，他們是來自帕勒莫附近一個小鎮波利齊傑內羅薩的西西里島移民。他在1933年與電影女演員嘉芙蓮·史高西斯結婚。他是奧斯卡金像獎得主馬田·史高西斯的父親。在1980年，他在《狂牛》中作第一次的電影演出，飾演Charlie。他在1990年的黑幫電影《盜亦有道》中飾演Vinnie，其角色基於真實黑幫湯瑪斯·阿格羅。

## 影視作品
- 《心外幽情》（The Age of Innocence，1993年）（未掛名）
- 《海角驚魂》（Cape Fear，1991年）–顧客
- 《The Hard Way（英语：The Hard Way (1991 film)）》（1991年）–老人（未掛名）
- 《盜亦有道》（Goodfellas，1990年）–Vinnie
- 《金錢本色》（The Color of Money，1986年）–狂賭者#1
- 《Wise Guys（英语：Wise Guys (1986 film)）》（1986年）–生日賓客
- 《三更半夜》（After Hours，1985年）–Club Berlin的顧客（未掛名）
- 《喜劇之王》（The King of Comedy，1983年）–在酒吧的第一位男人
- 《狂牛》（Raging Bull，1980年）–Charlie
- 《Italianamerican（英语：Italianamerican）》（1974年）–他自己

## 外部連結
- Charles Scorsese在互联网电影资料库（IMDb）上的資料（英文）